# Абрахам Сімпсон
Абрахам (Ейб) Джей Сімпсон (англ. Abraham Jay Simpson) — також знаний як Дідусь Сімпсон — вигаданий персонаж, один з героїв телевізійного мультсеріалу «Сімпсони», якого озвучує Ден Кастелланета. Мешканець спрингфілдського Будинку пристарілих, найстарший в сім'ї та батько головного героя серіалу — Гомера Сімпсона.

## Біографія
Абрахам Джей Сімпсон народився, як він сам говорить, «в старому Світі» у сім'ї Орвілла Сімпсона та Юми Хікмен. Судячи з акценту його батька, можливо, його батьківщиною була Шотландія чи Північна Англія, але Ейб точно не пам'ятає. Про його минуле здебільшого можна дізнатися лише з його особистих розповідей, але вони часто непослідовні та суперечать ходу історії, що говорить про його періодичне впадання в маразм. Наприклад, одного разу він назвав Сару Бернар колишнім президентом США та оголосив себе людиною, яка ініціювала протистояння котів та собак. Ейб також має нарколепсію, часто засинає під час суперечок з іншими.
Ейб стверджує, що коли його сім'я іммігрувала до США, перший час вони жили усередині Статуї Свободи, до того моменту, як її голова повністю не заповнилась сміттям. Потім Ейб жив в Олбані, штат Нью-Йорк, де, як він говорить, його визнали «найбільш симпатичним хлопцем». У часи Першої світової війни він вступив до Армії США, збрехавши про свій вік (він показаний зовсім ще малюком у своїх спогадах). Також незрозумілий його вік відносно до Чарльза Монтгомері Бернса, оскільки в історіях про Другу світову війну Ейб іноді з'являвся як старший від нього, хоча Монтгомері Бернс вважався найстарішим мешканцем Спрінгфілда (йому 104 роки). За однією з історій Ейба вони обидва служили в одному підрозділі «Летючі піраньї», при чому Ейб був безпосереднім командиром Бернса. Ейб був членом різних організацій: комуністичної партії, ордена масонів; з невідомої причини був президентом Асоціації геїв і лесбійок.
Також, за твердженнями Ейба, він брав участь в Літніх Олімпійських іграх 1936 року у Берліні. Під час змагань з метання списа він намагався вбити Адольфа Гітлера, але промахнувся й попав в офіцера СС, котрий теж хотів вбити фюрера. Декількома роками пізніше, як стверджує Сімпсон, вони з Гітлером сміялися над цим випадком під час спільного обіду. В одній із серій Ейб розповів, що був найкращим на той час аферистом (навіть написав про це книгу), його тоді називали «Афером Аферченком».

## Сім'я
Абрахам Сімпсон — колишній чоловік Мони Сімпсон, батько Гомера Сімпсона, свекор Мардж Сімпсон та дід Барта, Ліси і Меггі. Також у нього є двоє дітей поза шлюбом: дочка Еббі від англійки Едвіни (познайомились під час Другої світової) та син Герберт Пауелл — плід випадкового зв'язку з жінкою легкої поведінки на ярмарку (народився незадовго до весілля Ейба та Мони). Був одружений з нині покійною Ембер Пайгоу Сімпсон, офіціанткою з Лас-Вегаса, з котрою раніше одружувався Гомер.
У Ейба є брат Сайрус (з'явився у серії «Різдвяні історії Сімпсонів»), якого вважали загиблим у часи Другої світової, але пізніше виявилося, що Сайрус вижив і поселився на Таїті в оточенні п'ятнадцяти дружин. В кінці серії «Ейб на мільйон доларів» дідусь Сімпсон згадує також брата, на ім'я Білл.

## Характер
Дідусь Сімпсон — доволі сварливий старий чоловік, часто злиться на довколишній світ, мабуть, від того, що мешкає у домі пристарілих здебільшого зі старими, непривітними людьми, такими ж маразматиками, як і він. Під час однієї з відвідин Ліси він зізнається, що мешканцям дому не дозволяють читати газети, тому що від них «закипає кров». Ейб також любить писати скарги — так він, наприклад, скаржився президентові, що було забагато штатів і радив позбутися декількох. В його колекції старих і нікчемних речей є також старий прапор США з 49 зірками — такий анахронізм він пояснював своєю особистою ненавистю до штату Міссурі.
Крім того, дідусь Сімпсон любить, щоб «усе було по-старому», виступає майже проти усіх нововведень Мардж та Ліси, зокрема проти метричної системи. В сім'ї він був занадто консервативним, байдужим і до дружини, і до сина: як виявилося, він був поганим батьком Гомера, ніколи ним не цікавився і досі продовжує його ображати. Дуже часто він його називав «дурнуватим та потворним, як осел», що за звичкою не викликало роздратування сина. Однак, зауваження Ейба, що народження Гомера було нещасним випадком, призвело до тимчасового розриву стосунків, які вдалося швидко налагодити знову.

## Робота
- Рядовий, льотчик та танцюрист канкану під час Другої світової війни
- Матадор у серії «Ейб на мільйон доларів»
- Співробітник «Красті Бургера»
- Швейцар в магазині Спрол-март у серії «Жирний та пухнастий»
- «Сценарист» мультсеріалу «Чух і Сверблячка», хоча по-справжньому роботу за нього виконували Барт та Ліса

## Серії за участі Ейба
Список епізодів, де Ейб грав значну роль:
- «Старі гроші» — дідусь Сімпсон знайомиться з Беатріс Сіммонс та, отримавши спадок після її смерті, роздумує, куди йому витратити гроші.
- «The Front» — Барт і Ліза пишуть сценарії для улюбленого мультфільму під іменем Абрахама Сімпсона.
- «Коханець леді Був'є» (21-я серія п'ятого сезону) — Ейб починає залицятися до Жаклін Був'є, матері Мардж.
- «Гомер Сімпсон в «Неприємностях з ниркою»» — нирки дідуся вибухають, і тільки Гомер може врятувати його життя.
- «Старий та ключ» — їде за своїм новим коханням в Міссурі.
- «Ейб на мільйон доларів» — дідусь Сімпсон стає учасником кориди та інші.